# Фоборг-Міттфюн (муніципалітет)
Фоборг-Міттфюн (дан. Faaborg-Midtfyn Kommune) — данський муніципалітет у складі регіону Південна Данія.

## Історія
Муніципалітет було утворено 2007 року з таких комун:
- Бробю
- Фоборг
- Рінге
- Рюслінге
- Орслев

## Залізничні станції
- Орслев
- Кверннруп
- Педерструп
- Ринге
- Рудме

## Галерея

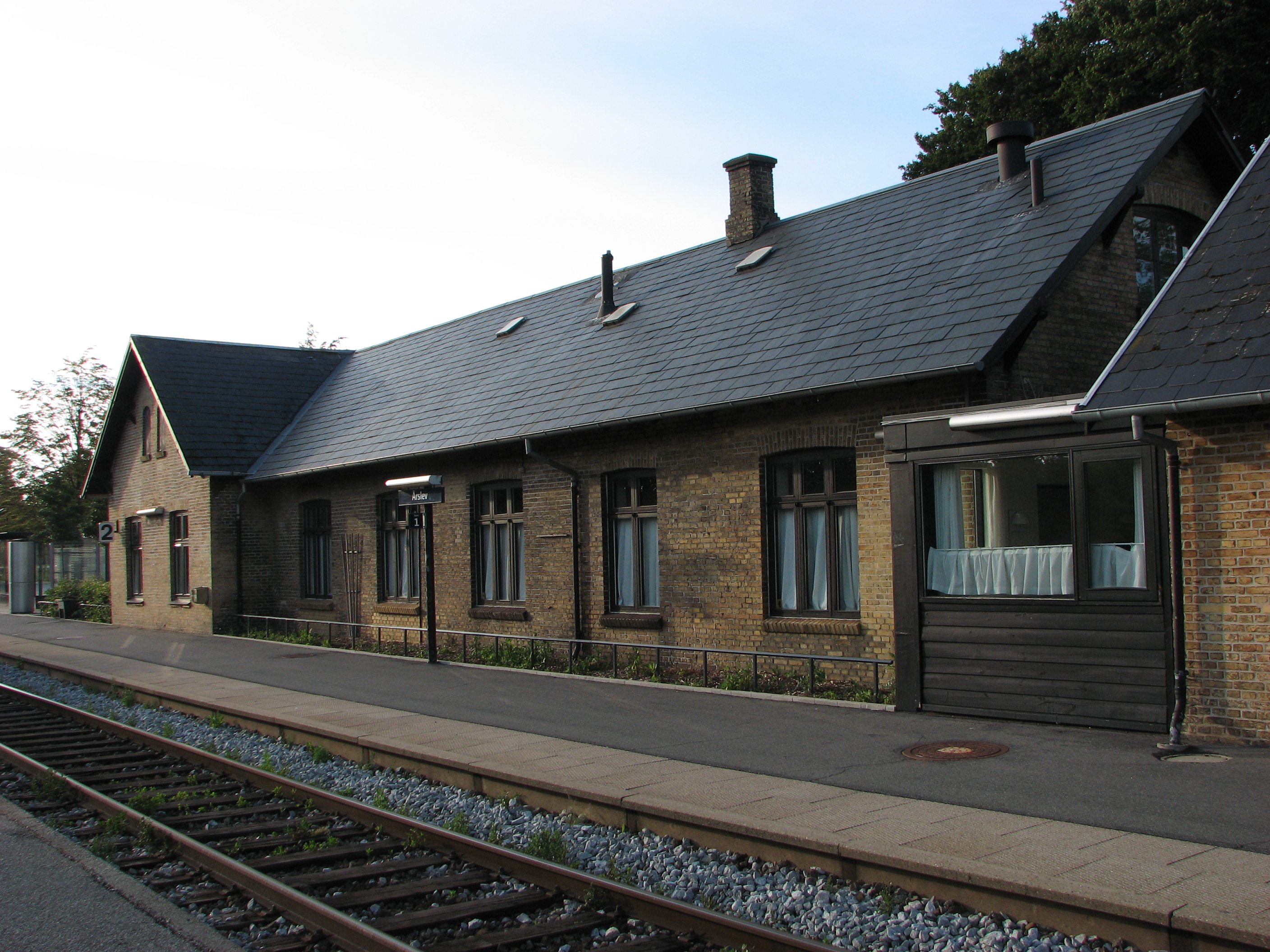
Орслев
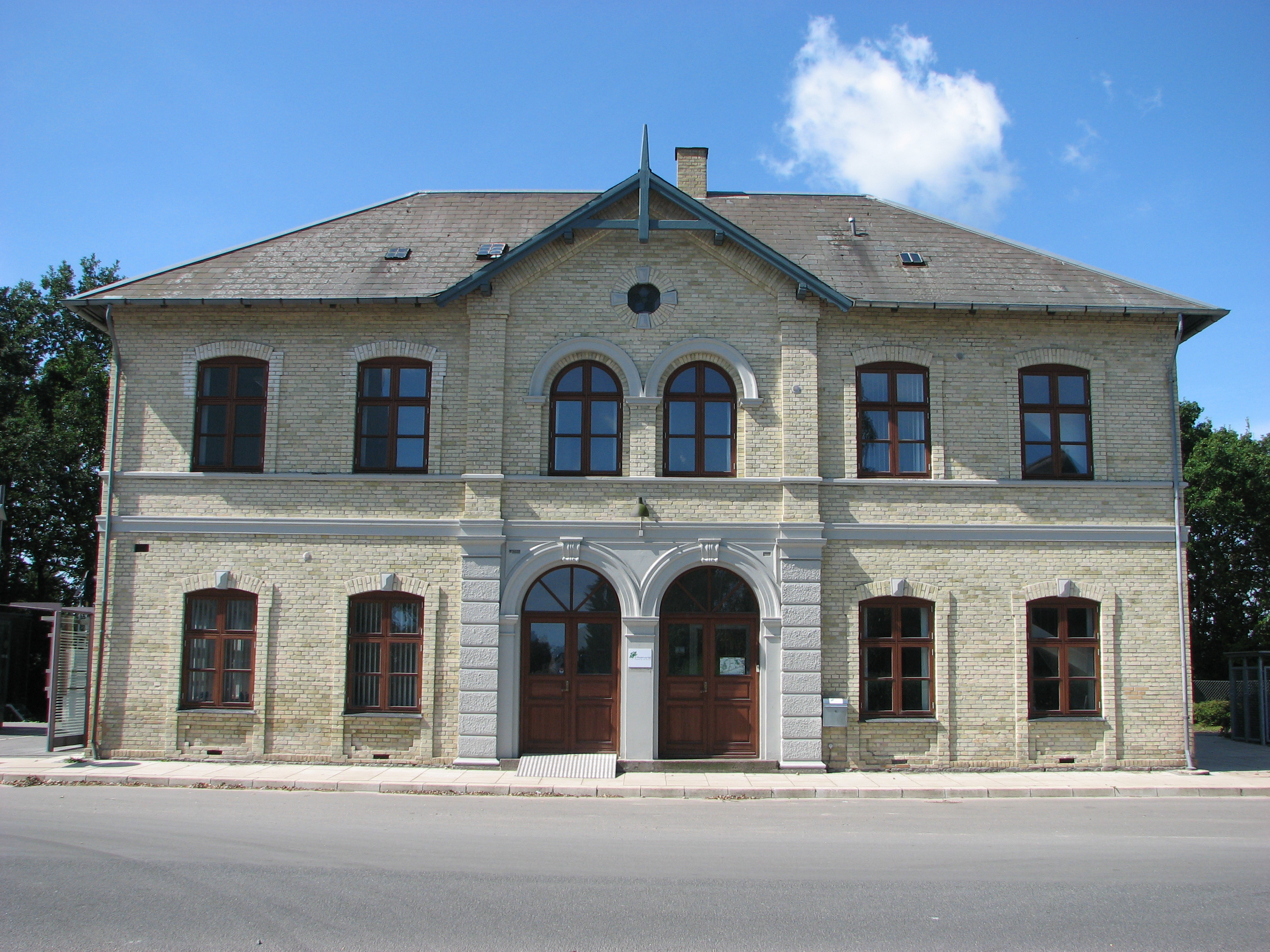
Кверннруп
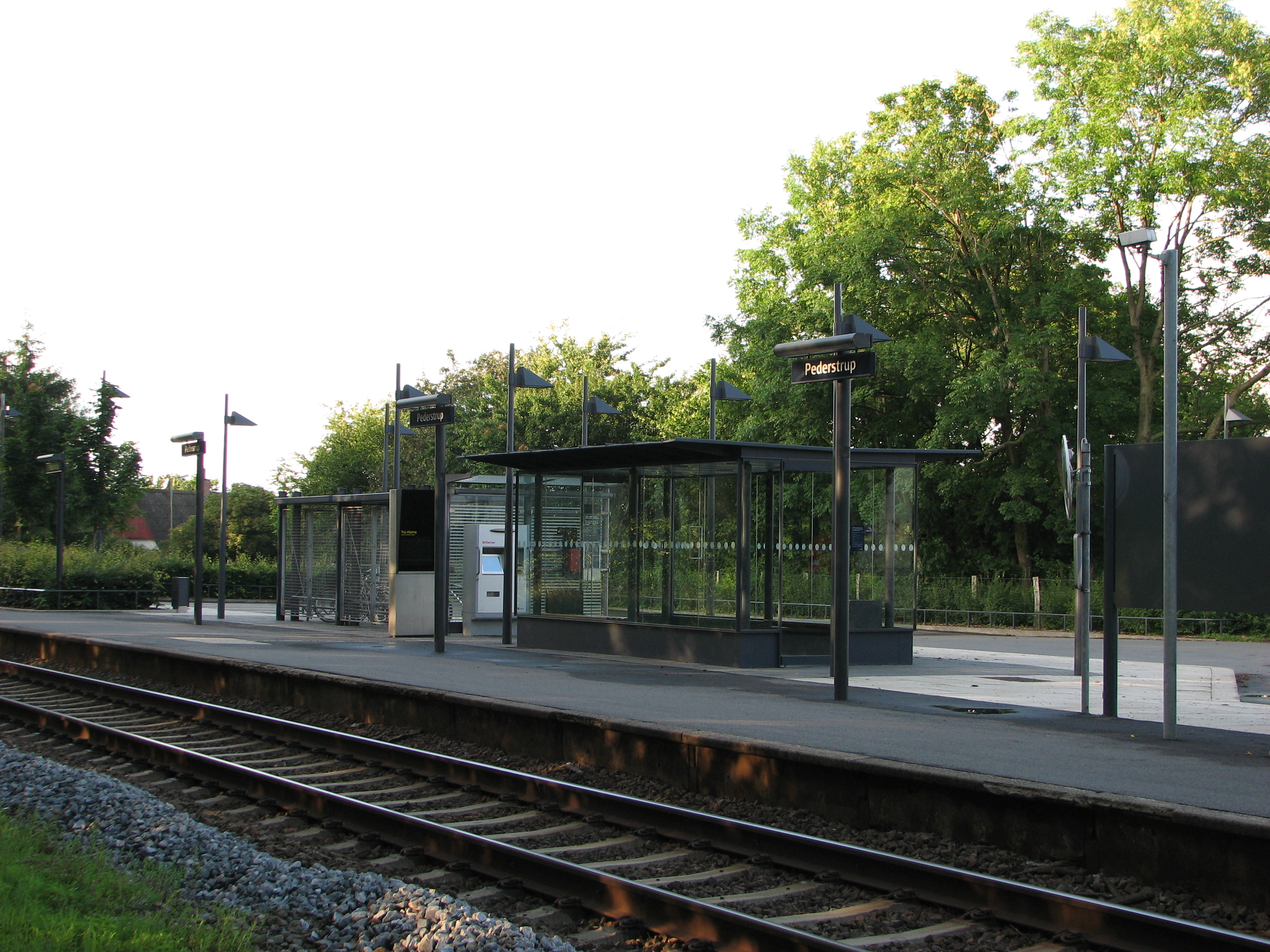
Педерструп
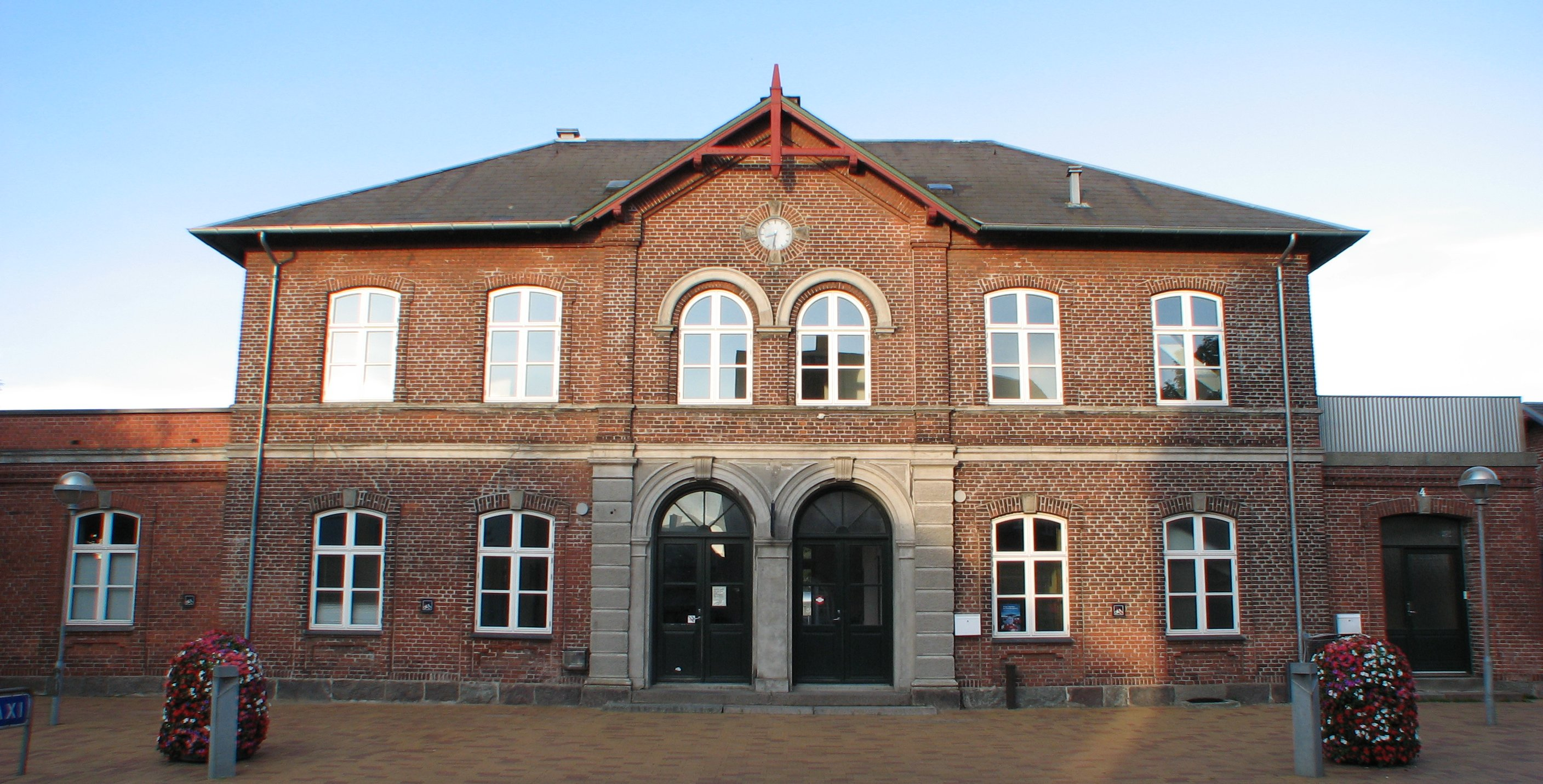
Рінге
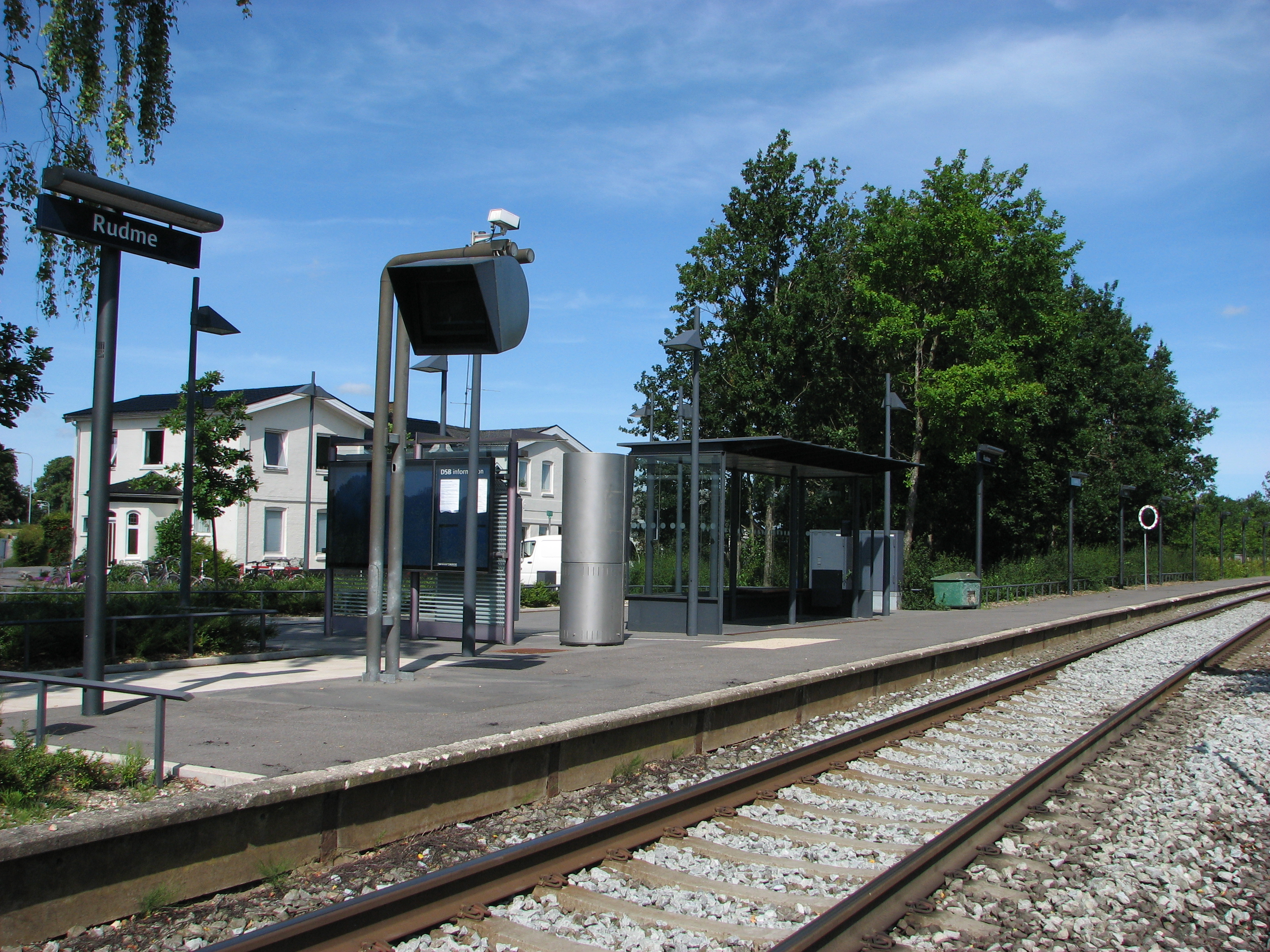
Рудме
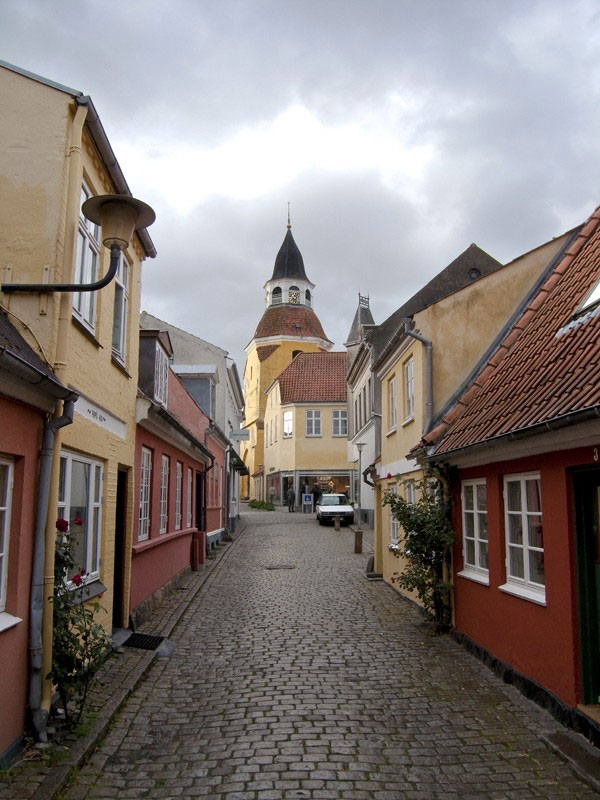